# Microsoft TechNet
Microsoft TechNet fue un portal web de Microsoft y un servicio web para profesionales de TI. Incluía una biblioteca que contenía documentaciones y recursos técnicos para productos de Microsoft, un centro de aprendizaje que ofrecía capacitación en línea, foros de discusión, un centro de evaluación para descargar software de prueba, blogs para empleados de Microsoft y una wiki.
TechNet proporcionó originalmente un servicio de suscripción de software similar a Office 365 y Adobe Creative Cloud que permitía a los suscriptores descargar software de Microsoft bajo una licencia de software como servicio para uso privado. Posteriormente se ampliaron para incluir la información pública, webcasts, eventos locales, y boletines informativos libres. Asimismo, iniciaron un blog de código abierto el 6 de abril de 2006 llamado Puerto 25, para explorar públicamente ese modelo de negocio y ofrecer foros de discusión.
A partir del 18 de julio de 2006, las herramientas de Sysinternals se fusionaron en TechNet.
El 1 de julio de 2013, se anunció que Microsoft descontinuaría el servicio de suscripción de TechNet, y la compra y renovación de las suscripciones se cerrarán el 31 de agosto de 2013.
TechNet también incluyó una versión en línea de la revista TechNet Magazine, la cual fue descontinuada desde octubre de 2013. Las ediciones pasadas aún están disponibles para su lectura.
En enero de 2020, el sitio web de TechNet fue redirigido a Microsoft Docs, y este último a su vez a Microsoft Learn en septiembre de 2022.